# Eriberto Leão
Eriberto Leão (São José dos Campos, 11 de junio de 1972) es un actor brasileño. Trabajó en varias telenovelas incluyendo Niña moza y Duas caras. 

## Biografía
A los 15 años comienza a cantar y tocar guitarra en una banda de punk llamada Hip Monsters, sin embargo abandonó su carrera como músico. Entonces su madre lo metió en el teatro, pero fue expulsado.
En 1996 actúa por primera vez en televisión para una novela brasileña llamada Antônio dos Milagres, dirigida por Gabriel Villela.
En los años posteriores sigue actuando en televisión, también comienza a actuar en el cine y en el teatro. También ha recibido varios premios.

## Filmografía

### Televisión
| Año  | Título                  | Personaje                      |
| ---- | ----------------------- | ------------------------------ |
| 1996 | Antônio dos Milagres    | Fernando Bulhões/Santo Antônio |
| 1997 | O Amor Está No Ar       | João                           |
| 1998 | Serras Azuis            | Padre Walter                   |
| 2000 | Marcas da Paixão        | Ivan Barreto                   |
| 2004 | Cabocla                 | Tomé                           |
| 2006 | Niña moza               | Dimas/Rafael                   |
| 2007 | Dos caras               | Ítalo Negroponte               |
| 2008 | Três Irmãs              | Robinho                        |
| 2009 | Ciudad Paraíso          | José Eleutério Ferrabraz       |
| 2011 | Insensato corazón       | Pedro Brandão                  |
| 2012 | ¿Pelea o amor?          | Ulisses da Silva               |
| 2012 | La vida sigue           | Gabriel Laporta                |
| 2014 | Rastros de mentiras     | André Maia                     |
| 2014 | Malhação                | Gael Duarte                    |
| 2016 | Êta Mundo Bom!          | Ernesto                        |
| 2017 | A Lei do Amor           | Participación especial         |
| 2017 | A Cara do Pai           | Bernardo                       |
| 2017 | O Outro Lado do Paraíso | Samuel dos Passos Fagundes     |
| 2018 | Pais de Primeira        | Pascoal                        |
| 2019 | O Sétimo Guardião       | Afrânio Costa                  |
| 2022 | Além da Ilusão          | Leônidas Lobato                |
| 2024 | Mania de Você           | Robson                         |